# Kátia Cilene Teixeira
Kátia Cilene Teixeira da Silva, được gọi với cái tên đơn giản là Kátia (sinh ngày 18 tháng 2 năm 1977 tại Rio de Janeiro), là một cầu thủ bóng đá người Brazil.

## Sự nghiệp
Katia là một cựu "chiến binh" từng tham gia đến ba World Cup và hai Thế vận hội Mùa hè. Bà bắt đầu sự nghiệp quốc tế của mình với vai trò là một thành viên chủ chốt của đội tuyển Brazil tại Giải vô địch bóng đá nữ thế giới 1995 tổ chức tại Thụy Điển, sau đó chơi tất cả năm trận đấu của quốc gia mình tại Thế vận hội Atlanta. Cách chơi bóng xuất chúng của bà và hai bàn thắng tại Giải vô địch bóng đá nữ thế giới 1999 đã thu hút những đánh giá tích cực cho bà và năm 2000 bà xếp vị trí thứ tư với giải phụ Vua phá lưới tại Thế vận hội Sydney.
Katia dành năm mùa giải tại Giải đấu Bóng đá Nữ Brazil và được xếp hạng là cầu thủ ghi bàn số 1 trong mỗi mùa giải. Với sự ra mắt với WUSA vào năm 2001, Katia được trao cơ hội đưa sự nghiệp của mình lên cấp độ cao hơn và bà đã ký hợp đồng với San Jose CyberRays. Đó là mùa giải đầu tiên bà chơi tốt và ghi được bảy bàn thắng. Năm 2002, bà cải thiện thành tích và ghi đến 15 bàn. Mục tiêu của bà cộng với năm trợ tá khiến bà trở thành cầu thủ ghi bàn hàng đầu nâng thành tích lên con số 35.
Katia chơi cho Olympique Lyonnais của Pháp (Bóng đá nữ nữ) từ năm 2006 đến năm 2010 ghi 57 bàn trong 58 trận đấu.
Sau khi trải qua năm năm trong màu áo Féminine Division 1 năm 2011, bà chuyển đến giải vô địch Nga, giải đấu mà bà chơi cho Zorky Krasnogorsk. Bà hiện đang chơi cho Sundsvalls DFF.